# Eudema incurva
Eudema incurva är en korsblommig växtart som beskrevs av Al-shehbaz. Eudema incurva ingår i släktet Eudema och familjen korsblommiga växter. Inga underarter finns listade i Catalogue of Life.